# بيدر (المرية)
بلدية بيدر (بالإسبانية: Bédar)‏, هي بلدية تقع في مقاطعة المرية. جنوب شرق إسبانيا. يبلغ عدد سكانها 824 نسمة.

## وصلات خارجية
- (بالإسبانية)